# Mitthyridium glaucinum
Mitthyridium glaucinum là một loài rêu trong họ Calymperaceae. Loài này được Besch. H. Rob. mô tả khoa học đầu tiên năm 1975.